# Timothée Kolodziejczak
Timothée Kolodzyejczak (Avion, 1º ottobre 1991) è un calciatore francese, difensore del Paris FC.
È soprannominato Kolo.

## Biografia
È nato ad Avion, in Francia da padre polacco e da madre della Martinica.

## Caratteristiche tecniche
Buona capacità di corsa sulla fascia mancina, buona tecnica e buona resistenza, è dotato sotto il profilo del gioco aereo, tanto da poter essere utilizzato anche come difensore centrale.

## Carriera

### Club

#### Gli inizi al Lens e il passaggio al Lione
Ha iniziato la sua carriera all'età di 7 anni nel Saint Maurice Loos, nel 2000 inizia ad allenarsi con il Lens insieme a un altro giocatore poi diventato famoso, Gaël Kakuta. Rimane nel Lens fino al 2008, molti club iniziano ad interessarsi a lui come il Manchester United, ma la squadra più veloce ad accaparrarselo fu il Lione per 3 mln di euro con un prestito oneroso.
Fa il suo esordio nel settembre del 2008 tra le file della squadra riserve insieme ad altri talenti molto interessanti contro il Saint Etienne, nel novembre dello stesso anno viene convocato in prima squadra viste le sue ottime performance. L'allenatore del Lione fu particolarmente colpito che chiese alla società di riscattare l'intero cartellino del giovane per 2.5 mln di euro. Dal 2008 è diventato a tutti gli effetti un giocatore della prima squadra del Lione.

#### Nizza
Il 26 giugno 2012 passa al Nizza dove in due anni colleziona 82 presenze e 4 reti.

#### Siviglia
Il 29 agosto 2014 viene acquistato dal Siviglia, per una cifra attorno ai 3 milioni firmando un contratto quadriennale. Con gli andalusi colleziona in due stagioni e mezzo globalmente in tutte le competizioni 90 presenze segnando 3 reti.

#### Borussia Monchengladbach
Il 4 gennaio 2017 passa per 7.5 milioni ai tedeschi del Borussia Mönchengladbach dove firma un contratto fino al 2021.

#### Tigres
Il 6 settembre 2017 passa a titolo definitivo al Tigres.

### Nazionale
Svolge tutta la trafila delle nazionali giovanili francesi dall'Under-16 sino all'Under-20.

## Statistiche

### Presenze e reti nei club
Statistiche aggiornate al 24 luglio 2020.
| Stagione             | Squadra              | Campionato           | Campionato | Campionato | Coppe nazionali | Coppe nazionali | Coppe nazionali | Coppe continentali | Coppe continentali | Coppe continentali | Altre coppe | Altre coppe | Altre coppe | Totale | Totale |
| Stagione             | Squadra              | Comp                 | Pres       | Reti       | Comp            | Pres            | Reti            | Comp               | Pres               | Reti               | Comp        | Pres        | Reti        | Pres   | Reti   |
| -------------------- | -------------------- | -------------------- | ---------- | ---------- | --------------- | --------------- | --------------- | ------------------ | ------------------ | ------------------ | ----------- | ----------- | ----------- | ------ | ------ |
| 2008-2009            | O. Lione             | L1                   | 1          | 0          | CF+CdL          | 0+0             | 0               | UCL                | 0                  | 0                  | SF          | 0           | 0           | 1      | 0      |
| 2009-2010            | O. Lione             | L1                   | 2          | 0          | CF+CdL          | 0+0             | 0               | UCL                | 1                  | 0                  | -           | -           | -           | 3      | 0      |
| 2010-2011            | O. Lione             | L1                   | 8          | 0          | CF+CdL          | 0+0             | 0               | UCL                | 1                  | 0                  | -           | -           | -           | 9      | 0      |
| 2011-2012            | O. Lione             | L1                   | 1          | 0          | CF+CdL          | 0+0             | 0               | UCL                | 0                  | 0                  | -           | -           | -           | 1      | 0      |
| Totale O. Lione      | Totale O. Lione      | Totale O. Lione      | 12         | 0          |                 | 0               | 0               |                    | 2                  | 0                  |             | -           | -           | 14     | 0      |
| 2012-2013            | Nizza                | L1                   | 37         | 0          | CF+CdL          | 2+2             | 0+1             | -                  | -                  | -                  | -           | -           | -           | 41     | 1      |
| 2013-2014            | Nizza                | L1                   | 34         | 2          | CF+CdL          | 3+2             | 0+1             | UEL                | 2                  | 0                  | -           | -           | -           | 41     | 3      |
| Totale Nizza         | Totale Nizza         | Totale Nizza         | 71         | 2          |                 | 9               | 2               |                    | 2                  | 0                  |             | -           | -           | 82     | 4      |
| 2014-2015            | Siviglia             | PD                   | 18         | 1          | CR              | 5               | 1               | UEL                | 9                  | 0                  | SU          | 0           | 0           | 32     | 2      |
| 2015-2016            | Siviglia             | PD                   | 29         | 0          | CR              | 8               | 0               | UCL+UEL            | 6+7                | 0+1                | SU          | 0           | 0           | 50     | 1      |
| 2016-gen. 2017       | Siviglia             | PD                   | 5          | 0          | CR              | 2               | 0               | UCL                | 1                  | 0                  | SS+SU       | 0+1         | 0           | 9      | 0      |
| Totale Siviglia      | Totale Siviglia      | Totale Siviglia      | 52         | 1          |                 | 15              | 1               |                    | 23                 | 1                  |             | 1           | 0           | 91     | 3      |
| gen.-giu. 2017       | Borussia M'gladbach  | BL                   | 1          | 0          | CG              | 0               | 0               | UEL                | 1                  | 0                  | -           | -           | -           | 2      | 0      |
| 2017-2018            | Tigres UANL          | PD                   | 6          | 0          | CM              | 1               | 0               | CCL                | 1                  | 0                  | CC+CaC      | 0+0         | 0           | 8      | 0      |
| 2018-2019            | Saint-Étienne        | L1                   | 36         | 3          | CF+CdL          | 2+0             | 0+0             | -                  | -                  | -                  | -           | -           | -           | 38     | 3      |
| 2019-2020            | Saint-Étienne        | L1                   | 15         | 0          | CF+CdL          | 4+1             | 1+0             | UEL                | 6                  | 1                  | -           | -           | -           | 26     | 2      |
| 2020-2021            | Saint-Étienne        | L1                   | 24         | 0          | CF              | 1               | 0               | -                  | -                  | -                  | -           | -           | -           | 25     | 0      |
| 2021-2022            | Saint-Étienne        | L1                   | 30         | 2          | CF              | 3               | 0               | -                  | -                  | -                  | -           | -           | -           | 33     | 2      |
| Totale Saint-Étienne | Totale Saint-Étienne | Totale Saint-Étienne | 105        | 5          |                 | 11              | 1               |                    | 6                  | 1                  |             |             |             | 122    | 7      |
| 2022-2023            | Schalke 04           | BL                   | 1          | 0          | CG              | 0               | 0               | -                  | -                  | -                  | -           | -           | -           | 1      | 0      |
| 2023-2024            | Paris FC             | L2                   | 3          | 0          | CF              | 0               | 0               | -                  | -                  | -                  | -           | -           | -           | 3      | 0      |
| Totale carriera      | Totale carriera      | Totale carriera      | 251        | 8          |                 | 36              | 4               |                    | 35                 | 2                  |             | 1           | 0           | 323    | 14     |

## Palmarès

### Club

#### Competizioni nazionali
- Campionato messicano: 1

Tigres: Apertura 2017

#### Competizioni internazionali
- UEFA Europa League: 2

Siviglia: 2014-2015, 2015-2016

### Nazionale
- Campionato d'Europa Under-19: 1

2010

### Individuale
- Squadra della stagione della UEFA Europa League: 1

2014-2015